# Октябрьский проспект (Великие Луки)
Октябрьский проспект — проспект в городе Великие Луки. Одна из основных магистралей города. Является частью федеральной автомобильной дороги А122. Назван в честь Великой Октябрьской социалистической революции. Начинается от Мурманской улицы, идет на юг до выезда из города. На пересечении Октябрьского проспекта и проспекта Ленина расположена площадь Рокоссовского.

## История
Сеньковская улица в правобережной части города известна с 1790 года. В начале XIX века была переименована в Смоленскую. В 1925 году Смоленская улица переименована в Октябрьскую. В 1967 году путём объединения Октябрьской улицы и Невельского шоссе образован Октябрьский проспект.
До второй половины 1980-х годов Октябрьский проспект начинался от улицы Полиграфистов. Позже была построена прямая дорога, которая соединила Октябрьский проспект с Мурманской улицей. Южную часть Октябрьского проспекта иногда неофициально называют Невельское шоссе.

## Объекты
- Смоленский рынок (Октябрьский проспект, 12) — частично расположен на территории бывшего радиозавода и на месте снесенного здания районной поликлиники.
- Великолукский драматический театр (Октябрьский проспект, 28/13) — построен в 1947 году на месте разрушенного Дома Красной Армии.
- Дом детского творчества имени Александра Матросова (Октябрьский проспект, 35) — изначально двухэтажное здание торговой палаты великолукских купцов. Построено в XIX веке. Является памятником градостроительства и архитектуры. После ВОВ в здании размещался областной военкомат. С 1958 года — Дом пионеров и школьников. В 1969 году здание было реконструировано, надстроен третий этаж[1][2].
- Пожарная часть № 6 (Октябрьский проспект, 45) — здание пожарного депо введено в эксплуатацию 6 марта 1956 года.
- Педагогический лицей (Октябрьский проспект, 50) — трёхэтажное здание средней школы построено в 1936 году. В 1999 году в здании разместился педагогический лицей[3].
- Великолукский лесотехнический колледж (Октябрьский проспект, 52) — изначально Великолукский лесотехнический техникум, основан в декабре 1954 года[4].
- Великолукский мелькомбинат (Октябрьский проспект, 75).
- Завод электротехнического оборудования (Октябрьский проспект, 79)[5].
- Детский реабилитационный центр (Октябрьский проспект, 117А)[6].